# Kőszénbányatelep
Kőszénbányatelep (Teștioara), település Romániában, a Partiumban, Szilágy megyében.

## Fekvése
Szurduk közelében fekvő település

## Története
Kőszénbányatelep 1910 előtt Szalonnapatak része volt.
1910-ben 135 lakosából 67 román, 62 magyar, 5 német volt.